# Obnovlenie
Obnovlenie (in russo Обновление? ossia, letteralmente: Rinnovamento) il cui nome ufficiale completo è Partito Repubblicano "Rinnovamento", è un’organizzazione politica nello Stato non riconosciuto della Transnistria. Dal 2005 è la maggioranza parlamentare nel Consiglio Supremo.

## Storia
Il partito è stato fondato come organizzazione politica non governativa nel 2000. Alle elezioni legislative del 10 dicembre 2000, si è aggiudicato 7 seggi su 43.
Alle elezioni del consiglio locale del 27 marzo 2005, il partito ha fatto una campagna elettorale con il nome attuale ed ha vinto la maggioranza dei seggi per la prima volta nei suoi cinque anni di storia. Il risultato è stato migliorato l'11 dicembre 2005 aggiudicandosi 23 dei 43 seggi (con altri 6 seggi destinati agli alleati) a disposizione. Dalle elezioni legislative del 2005 è il partito di maggioranza nel Consiglio Supremo. I leader del partito in parlamento nel 2005 sono stati Michail Burla e Evgenij Ševčuk. Quest'ultimo è stato eletto presidente del parlamento in seguito alla vittoria travolgente del partito nel dicembre 2005.
È stato ufficialmente registrato come partito politico a pieno titolo nel giugno 2006.
Si è assistito ad un dibattito circa la posizione di Obnovlenie nei confronti del presidente della Transnistria Igor' Smirnov. La maggior parte degli analisti ha indicato lo status di opposizione del partito, notando che non era alleato con Smirnov, il cui partito, Respublika, ha perso diversi seggi a favore di Obnovlenie nelle elezioni parlamentari del 2005. Tuttavia, altri analisti affermano che gli interessi della "fazione Smirnov" sono rappresentati in tutte le formazioni politiche della Transnistria, inclusa Obnovlenie.
Obnovlenie ha rafforzato la sua maggioranza nelle elezioni del 2010 riuscendo ad occupare 25 seggi nel Parlamento locale. Nelle elezioni presidenziali del 2011, il vice presidente del partito Anatolij Kaminskij si è scontrato con Smirnov e Ševčuk, che si era candidato come indipendente. Ševčuk ha sconfitto Kaminskij al ballottaggio.
Durante la presidenza di Ševčuk, Obnovlenie ha ottenuto la maggioranza nel Consiglio Supremo della Transnistria dimostrandosi piuttosto contrario alle politiche presidenziali. Il 25 dicembre 2012 il Consiglio Supremo (o Soviet Supremo) ha votato contro un nuovo bilancio statale proposto dal governo. Pertanto, per la prima volta nella sua storia, la Transnistria è stata chiamata a funzionare senza un bilancio statale adottato. Nonostante i tentativi di trovare un compromesso e la formazione della commissione mista per risolvere il conflitto, non è stato possibile raggiungere alcun accordo. Tra il 2012 e il 2013, i membri di Obnovlenie eletti al Consiglio Supremo hanno votato contro una serie di importanti progetti di legge proposti dal presidente Ševčuk e dal primo ministro Pëtr Stepanov, compresi i progetti di legge volti a riformare il codice fiscale e introdurre l'imposta sul valore aggiunto in Transnistria.
Nelle elezioni legislative del 2015 Obnovlenie ha rafforzato la propria maggioranza conquistando altri 10 seggi nel Consiglio Supremo. Anche il loro candidato per le elezioni presidenziali del 2016, Vadim Krasnosel'skij, ha vinto, battendo l'uscente Ševčuk con il 62,3% dei voti. 
Il partito ha una collocazione di centro, anche se alcune correnti interne sono più spostate a sinistra.

## Risultati elettorali

### Elezioni parlamentari
| Anno di elezione | Seggi   | +/– | Governo     |
| ---------------- | ------- | --- | ----------- |
| 2000             | 7 / 43  |     | Opposizione |
| 2005             | 23 / 43 | 16  | Maggioranza |
| 2010             | 25 / 43 | 2   | Maggioranza |
| 2015             | 35 / 43 | 10  | Maggioranza |
| 2020             | 29 / 33 | 6   | Maggioranza |

### Elezioni presidenziali
| Anno di elezione | Candidato            | Voti    | %     | Posizione | Risultato  |
| ---------------- | -------------------- | ------- | ----- | --------- | ---------- |
| 2011             | Anatoliy Kaminski    | 44,071  | 19.67 | 2°        | Non eletto |
| 2016             | Vadim Krasnosel'skij | 157,410 | 62.30 | 1°        | Eletto     |